# 바사주

바사주의 문장

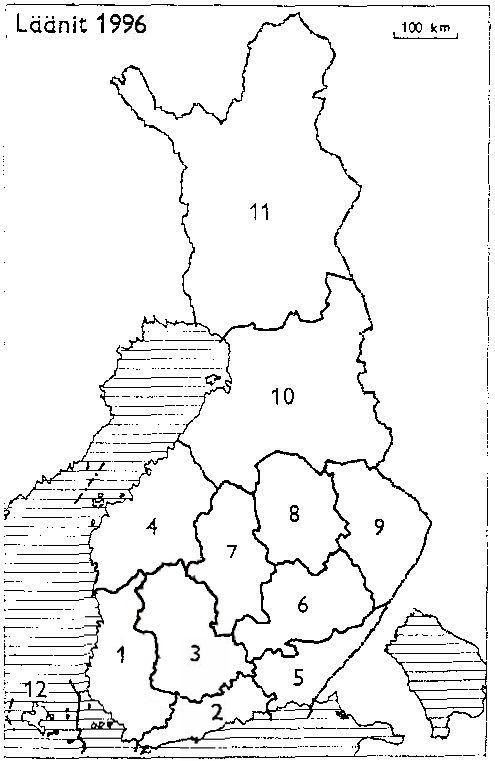
1996년 당시에 존재했던 핀란드의 주 지도 (4번이 바사주)

바사주(핀란드어: Vaasan lääni, 스웨덴어: Vasa län)는 과거 핀란드에 존재했던 주로 주도는 바사이며 면적은 27,319km2(1993년 당시 면적), 인구는 448,384명(1993년 당시 인구), 인구 밀도는 16.4명/km2이었다.
스웨덴의 지배하에 있던 1775년에 신설되었으며 1809년 러시아 제국에 편입되었다. 러시아 제국의 핀란드 대공국 시대였던 1809년부터 1917년까지는 바자현(러시아어: Вазаская губерния)이라고 불렀다. 1960년 주 동부가 중앙핀란드주로 분리되었으며 1997년 행정 구역 개편 당시에 해메주 북부, 투르쿠 포리주, 중앙핀란드주와 함께 서핀란드주로 합병되면서 폐지되었다.